# Oldenburgia grandis
Oldenburgia grandis е многогодишно растение от род Oldenburgia, семейство Asteraceae, разред Asterales. Представлява храст или ниско чворесто дърво, чието естествено местообитание е планинският район около град Греъмстаун в Република Южна Африка. Популярните му названия на английски са „заешки уши“, „агнешки уши“, „магарешки уши“.

## Разпространение
Растението е ендемичен вид за провинция Източен Кейп в РЮА, с естествен хабитат от едва около 500 km2 в планинските райони около град Греъмстаун на североизток от Порт Елизабет. По-голямата част от популацията се среща в частни земеделски земи. Вирее добре на слънце, в сухи варовити киселинни почви с тревист фейнбос.

## Описание
Oldenburgia grandis е бавнорастящо растение, което на височина достига до около 4 – 6 m и ствол с периметър до 46 cm.
Има плътна подобна на корк кора и големи кожести тъмнозелени продълговати листа с размери около 36 на 15 cm, съвкупно излизащи от края на всеки клон. Младите листа излизат от центъра и са изцяло покрити с гъст бял мъх, който ги предпазва от силен вятър и слънце. Повечето от този мъх опада с израстването на листото, но част от него остава по долната му част.
Цветовете на растението са пурпурни, с форма на топка и големина между 10 и 13 cm в диаметър. Растението цъфти по различно време през годината, често есенно време.
- Цялото растение
- Кората
- Листа и съцветие
- Цветовете

## Природозащитен статут
Растението е със статут почти застрашено поради унищожаване на местообитанията му.
Oldenburgia grandis е един от първите интродуцирани видове в Националната ботаническа градина „Кирстенбош“ в Кейптаун. Първият екземпляр от вида е пренесен от земите край Греъмстаун през 1913 година.